# Julio Iglesias
Julio José Iglesias de la Cueva, meglio conosciuto come Julio Iglesias (Madrid, 23 settembre 1943), è un cantante spagnolo.
Con vendite stimate in 300 milioni di copie è stato l'artista di lingua spagnola di maggior successo di tutti i tempi e in assoluto il cantante solista di maggior successo nella storia del continente europeo. 
Tra i singoli di maggior successo dal punto di vista commerciale ci sono Se mi lasci non vale, Sono un pirata, sono un signore, Innamorarsi alla mia età. Si è inoltre aggiudicato numerosi dischi di platino e d'oro.

## Biografia
Julio Iglesias nasce a Madrid alle 14 del 23 settembre 1943, nell'antico Ospedale di Maternità della Calle Mesón de Paredes. È il figlio maggiore del dottor Julio Iglesias Puga (1915-2005), galiziano di Ourense, e di María del Rosario de la Cueva y Perignat (1919-2002). Condivise la sua infanzia con suo fratello Carlos. Sin dalla gioventù fu un appassionato del calcio: giocò nella squadra riserve delle giovanili del Real Madrid come portiere all'inizio degli anni sessanta. Riguardo a questo periodo della sua vita dirà semplicemente «Sognavo di essere un portiere, ma le cose per me sono andate in altro modo, è la vita». Tale passione gli era stata trasmessa dal nonno, grande appassionato di Ricardo Zamora. Inoltre si iscrisse alla facoltà di Legge presso l'Università di Madrid.
Il 22 settembre 1963, la notte del suo ventesimo compleanno, fu vittima di un grave incidente stradale: mentre era in macchina con degli amici la loro auto venne distrutta in uno schianto con un'altra più grande. Trasportato d'urgenza all'ospedale di Madrid le speranze che potesse tornare a camminare erano minime secondo i medici. La convalescenza durò un anno e mezzo, compresa la riabilitazione. Durante la convalescenza, visto che la notte soffriva d'insonnia, cominciò a scrivere i primi testi e le sue canzoni d'esordio, quasi sempre di carattere malinconico. A poco a poco acquisì dimestichezza con la chitarra e dimenticò il calcio.
Dopo essere uscito dall'ospedale si trasferì per un breve periodo a Londra per imparare l'inglese. Proprio in questo periodo cominciò a cantare nei primi pub durante i fine settimana. A Cambridge, dove frequentava la Bell's Language School, conobbe Gwendolyne Bollorà, che divenne sua amica e alla quale dedicherà una delle sue canzoni più celebri, dal titolo appunto Gwendolyne. Tuttavia continua a scrivere numerosi testi, che cominciano a interessare alcune case discografiche.
Nel 1968 ha vinto il Festival de la Canción de Benidorm con La vida sigue igual, tradotta in italiano con il titolo Se lei non c'è. Nel febbraio del 1969 partecipò al Festival Cerbul de Aur di Brașov (Romania); durante quell'anno fece la sua prima tournée in America, cantò al Festival di Viña del Mar (Cile) e realizzò il suo primo film: Amore pensami.

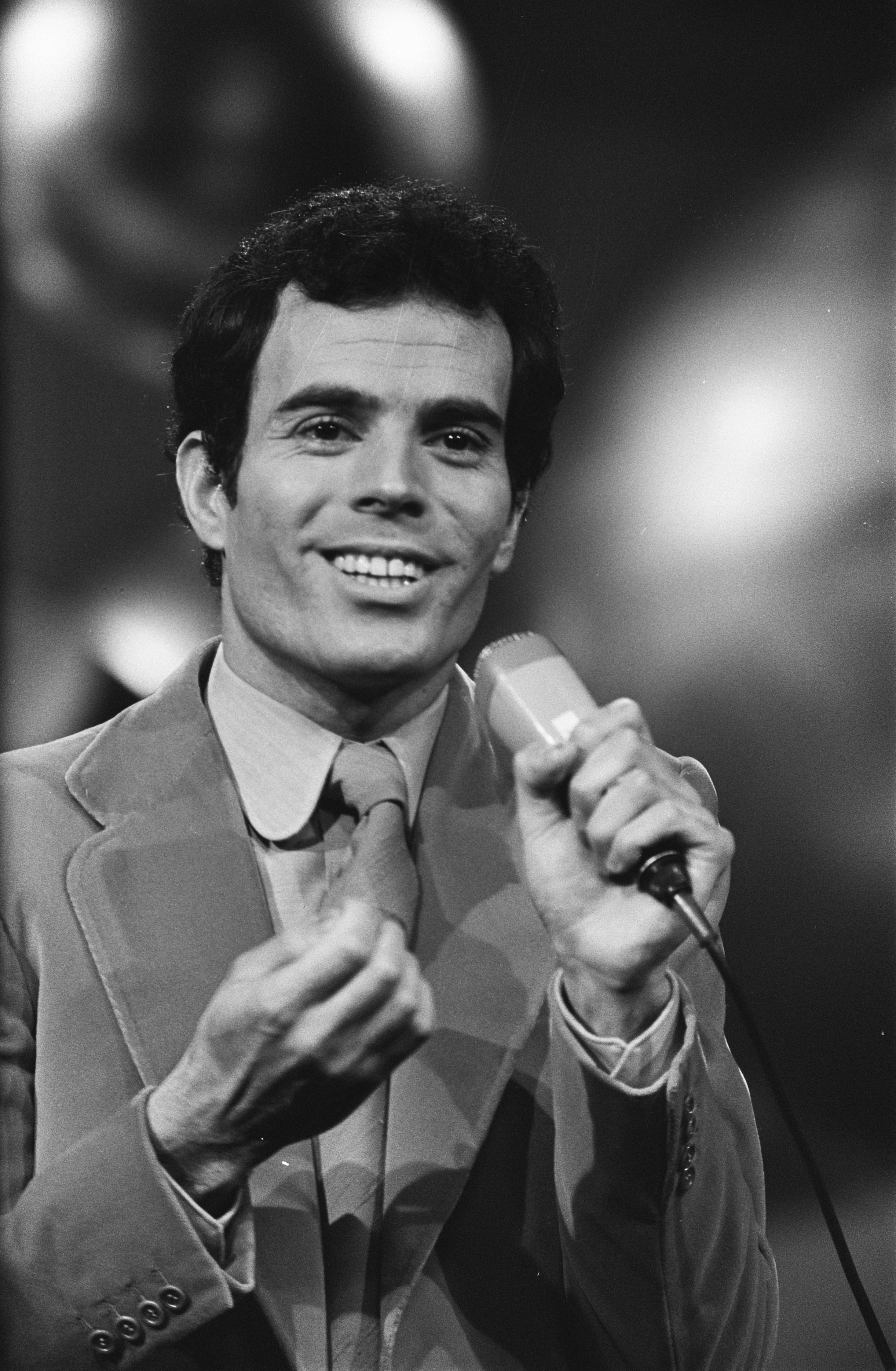
Julio Iglesias all'Eurovision Song Contest 1970

Si fece conoscere a livello europeo quando partecipò all'Eurovision Song Contest 1970 con Gwendolyne. In breve divenne famoso incidendo canzoni in varie lingue, inglese, francese, portoghese, tedesco e italiano. In Italia ebbe un notevole successo soprattutto negli anni settanta con canzoni come Manuela (1975), Se mi lasci non vale (1976; scritta da Luciano Rossi e Gianni Belfiore), Sono un pirata, sono un signore (1978), Pensami (versione italiana di Júrame, il celebre brano scritto negli anni venti dalla compositrice messicana María Grever) e Se tornassi (1979). A Parigi nel 1983, Julio Iglesias ricevette il primo e unico Disco di Diamante mai assegnato a un cantante dal Guinness dei primati, per aver venduto più dischi in più idiomi di qualsiasi altro artista musicale nella storia (tedesco, inglese, francese, italiano, portoghese, spagnolo, tagalog e giapponese).
Nel 1984 incise il singolo di grande successo All of You con Diana Ross, espandendo così la sua popolarità nel mondo anglosassone. Nel 1985 gli fu concessa la Stella della Fama a Hollywood, risultando uno dei pochi artisti ispanici immortalato nella Hollywood Walk of Fame. Nel 1988 si aggiudicò il Grammy Awards al Miglior Cantante Latino del 1987, grazie al suo disco Un hombre solo. Nel 1992, in Florida, fu nominato "Español Universal" (Spagnolo Universale). Nel 1997 Julio ricevette il Premio Mónaco de La Música al Miglior Cantante Latino e fu il primo artista straniero nella storia della Cina ad avere ricevuto il prestigioso Golden Record Award nel 1995.

## Vita privata
Ha avuto tre figli (Maria Isabel, Enrique e Julio José) dalla prima moglie Isabel Preysler Arrastia e altri cinque figli (Miguel Alejandro, Rodrigo, le due gemelle Cristina e Victoria, e Guillermo) dalla seconda moglie Miranda Rijnsburger.

## Controversie
Nel mese di ottobre 2009 Julio Iglesias, Sting, Rod Stewart, Eros Ramazzotti ed Ennio Morricone hanno tenuto concerti a Tashkent, capitale dell'Uzbekistan, come eventi principali del festival culturale che vi si organizza con periodicità annuale. Le polemiche nascono dal fatto che il festival è considerato espressione del potere dittatoriale di Islom Karimov, la cui figlia, Gulnora Karimova, è promotrice e organizzatrice dell'evento. Il festival fornisce uno strumento di visibilità, propaganda e consenso a uno dei peggiori regimi del pianeta, considerato, secondo i rapporti di Human Rights Watch, tra i più truci e repressivi del mondo, tanto da contendersi il primato negativo con i regimi di Corea del Nord e Birmania.

## Discografia parziale

### Album per il mercato spagnolo
- 1969 - Yo canto (Columbia CP 9035)
- 1970 - Gwendolyne (Columbia CP 9083)
- 1972 - Por una mujer (Columbia TXS 3005)
- 1973 - Soy (Columbia TXS 3013)
- 1974 - A flor de piel (Columbia TXS 3020)
- 1975 - A México (Columbia)
- 1976 - Julio Iglesias en el Olympia (Columbia CPS 9466/7) [live]
- 1976 - America (Columbia TXS 3050)
- 1977 - A mis 33 años (Columbia TXS 3075)
- 1978 - Emociones (Columbia TXS 3122)
- 1979 - Música de la película "Todos los días, un día" (Alhambra TXS 3151) [Colonna sonora del film Innamorarsi alla mia età]
- 1980 - Hey! (CBS S 84304)
- 1981 - De niña a mujer (CBS S 85063)
- 1982 - Momentos (CBS S 25002)
- 1983 - Julio Iglesias en concierto (CBS S 88631) [live]
- 1984 - 1100 Bel Air Place (CBS S 86308)
- 1985 - Libra (CBS S 26623)
- 1987 - Un hombre solo (CBS 450908 1)
- 1988 - Non stop (CBS 460990 1)
- 1992 - Calor (Columbia COL 471601 1)
- 1995 - La Carretera (Columbia COL 480704 2)
- 1996 - Tango (Columbia COL 486675 2)
- 2000 - Noche de cuatro lunas (Columbia COL 497422 2)
- 2003 - Divorcio (Columbia COL 506324 9)
- 2015 - México (Sony Music 88875142262)
- 2017 - México & Amigos (Sony Music Latin 88985433422)

### Album in studio per il mercato italiano
- 1970 - Yo canto (Decca SKLI 5000)
- 1975 - Julio Iglesias (Ariston AR-LP 12275, poi Manuela 1978 Oxford OX/3123)
- 1976 - América (Ariston AR/LP/12317)
- 1976 - Se mi lasci non vale (Ariston AR/LP/12297, poi Oxford OX/3124)
- 1977 - Olympia 1ª Parte (Ariston AR/LP12328) [live]
- 1977 - Olympia 2ª Parte (Ariston AR/LP/12329) [live]
- 1978 - A mis 33 años (CBS 82712)
- 1978 - Sono un pirata, sono un signore (CBS 82838)
- 1978 - Da Manuela a Pensami (Ariston AR/LP/12347, poi 1979 Oxford OX/3147)
- 1979 - Innamorarsi alla mia età (CBS 83957)
- 1981 - Amanti (CBS 84805)
- 1982 - Momenti (CBS CX 85943)
- 1983 - En concierto (CBS 88631) [doppio live]
- 1984 - 1100 Bel Air Place (CBS 86308)
- 1987 - Tutto l'amore che ti manca (CBS 450990 1)
- 1989 - Latinamente (CBS 465374 1, distribuito con lo stesso numero di catalogo anche in versione originale spagnola come Raíces)
- 1992 - Anche senza di te (Columbia COL 471835 2)
- 1995 - La carretera (Columbia COL 481682 2)
- 2001 - Una donna può cambiar la vita (Columbia COL 502395 2)

### Album in studio per il mercato internazionale
- 1970 - Gwendolyne
- 1972 - Un canto a Galicia
- 1973 - Soy
- 1973 - Und das Meer Singt Sein Lied
- 1974 - A flor de piel
- 1975 - A México
- 1975 - El amor
- 1976 - Schenk Mir Deine Liebe
- 1976 - Ein Weihnachtsabend mit Julio Iglesias
- 1978 - Emociones
- 1978 - Aimer la vie
- 1979 - A vous les femmes
- 1980 - Hey!
- 1980 - Sentimental
- 1981 - De niña a mujer
- 1981 - Minhas canções preferidas
- 1981 - Fidèle
- 1981 - Zärtlichkeiten
- 1982 - Momentos
- 1982 - Et l'amour créa la femme
- 1983 - Julio
- 1985 - Libra
- 1987 - Un hombre solo
- 1988 - Non Stop
- 1989 - Raíces
- 1990 - Starry Night
- 1992 - Calor
- 1994 - Crazy
- 1995 - La Carretera
- 1996 - Tango
- 1998 - My life - Greatest Hits
- 1998 - Mi vida - Grandes éxitos
- 2000 - Noche de cuatro lunas
- 2001 - Ao meu Brasil
- 2003 - Divorcio
- 2004 - En français...
- 2005 - L'homme que je suis
- 2006 - Romantic Classics
- 2007 - Quelque chose de France
- 2011 - 1
- 2015 - México
- 2017 -  México e Amigos
- 2017 - Dois Corações

### Singoli
- 1969 - Se lei non c'è/Tutti i miei ricordi
- 1969 - Non piangere amor/Un uomo solo
- 1969 - Yo canto/Tenía una guitarra
- 1970 - Gwendolyne
- 1971 - Un canto a Galicia/Come el álamo al camino
- 1975 - Abrázame/Quiero
- 1975 - Manuela/Dicen
- 1975 - Passar di mano/Bimba
- 1976 - Se mi lasci non vale/Quella di sempre
- 1976 - Kein Addio, kein Goodbye
- 1977 - Sono Io/Goodbye a modo mio
- 1977 - Abbracciami/Anima ribelle
- 1978 - Sono un pirata, sono un signore/33 anni
- 1978 - Pensami/Stai
- 1978 - Quiéreme mucho
- 1979 - Se tornassi/Non si vive così
- 1980 - Quando si ama davvero/A meno che
- 1980 - Hey!/Volo
- 1981 - Begin the Beguine
- 1982 - Sono un vagabondo/Momenti
- 1984 - To All The Girls I've Loved Before (con Willie Nelson)
- 1984 - All of You/The Last Time (con Diana Ross)
- 1988 - My Love (con Stevie Wonder)
- 1992 - Milonga sentimental

### Antologie
- 1979 - Da "Manuela" a "Pensami" (CBS 88336)
- 1979 - The 24 Greatest Songs
- 1982 - Pour Toi
- 1986 - The Very Best
- 1998 - My Life: The Greatest Hits
- 2003 - Love Songs
- 2004 - Love Songs - Canciones de amor
- 2014 - 1: The Collection

### Live
- 1976 - En el Olympia
- 1983 - En concierto
- 1988 - In Spain
- 1990 -  Starry Night